# Carl-Erik Räihä
Carl-Erik Emil Räihä, född 16 april 1904 i Vittis, död 14 maj 1982 i Helsingfors, var en finlandssvensk barnläkare.
Räihä blev medicine och kirurgie doktor 1930. Han var 1939–1950 biträdande överläkare vid Barnkliniken vid Helsingfors allmänna sjukhus. Han blev 1933 docent i fysiologi och var 1951–1971 förste innehavare av den svenskspråkiga professuren i pediatrik vid Helsingfors universitet. Han undersökte bland annat orsakerna till förtidig födsel och rapporterade en korrelation mellan moderns hjärtvolym och barnets födelsevikt.    